# Bruno Mars
Peter Gene Hernandez (Honolulu, 8 de outubro de 1985), mais conhecido pelo nome artístico Bruno Mars, é um cantor, compositor, músico e dançarino americano. Vindo de uma família com uma grande tradição musical, Mars começou a cantar e a se apresentar como um artista amador durante a infância. Depois de se formar no Ensino Médio, decidiu mudar-se para Los Angeles, na Califórnia, com o objetivo de investir cada vez mais em sua carreira musical. Em Los Angeles, ele formou a equipe de produtores The Smeezingtons, ao lado de Philip Lawrence e Ari Levine, trabalhando para a Motown Records.
Depois do seu término com a gravadora Motown Records (a mesma onde artistas como The Jackson 5 e Michael Jackson iniciaram suas carreiras), Mars assinou com a Atlantic Records em 2009. Durante os primeiros meses como artista da editora, ele coescreveu os arranjos e fez participações em músicas como "Nothin' on You" (2010), do rapper B.o.B, e "Billionaire" (2010), do cantor americano Travie McCoy. Também participou da composição dos êxitos mundiais "Right Round" (2009), do rapper Flo Rida com participação de Kesha, "Wavin' Flag" (2010), do cantor somali K'naan, e "Fuck You!" (2010), de Cee Lo Green. Em Outubro de 2010, lançou o seu álbum de estúdio de estreia, Doo-Wops & Hooligans. O álbum atingiu o seu pico na terceira colocação da tabela musical Billboard 200 nos Estados Unidos da América, e recebeu o certificado de disco de platina pela Recording Industry Association of America (RIAA) após vender mais de um milhão de cópias no país. Seu primeiro single como artista principal, "Just The Way You Are" (2010), ocupou a primeira posição da tabela de "singles" americana "Billboard Hot" 100 por quatro semanas consecutivas."Grenade" (2010), ocupou a mesma posição por oito semanas não consecutivas. O sucesso dos dois singles nos Estados Unidos fazem de Mars um dos seis artistas masculinos na história que alcançaram o topo da Billboard com os dois primeiros singles do mesmo álbum, e o primeiro a fazê-lo em treze anos. Inspirado por lendários artistas como Michael Jackson e Elvis Presley, o intérprete é considerado um dos mais "versáteis e completos artistas de música pop da atualidade", segundo um crítico do prestigiado jornal The New York Times.
Seu segundo álbum de estúdio, intitulado Unorthodox Jukebox, foi lançado em 11 de dezembro de 2012, do qual o primeiro single, a  música "Locked Out of Heaven", foi lançado em 1 de outubro. No dia 13 de dezembro de 2012, "Locked Out of Heaven" assumiu a 1ª posição da Billboard Hot 100 e da Hot Digital Songs, graças a seu crescimento nas vendas digitais de 46% em relação a semana anterior.
"Locked Out of Heaven" tornou Mars o artista masculino com o maior número de singles número um no menor período de tempo na parada desde 1964, quando Bobby Vinton registrou o mesmo recorde. O segundo single do álbum, a música "When I Was Your Man" também chegou a primeira posição na Billboard Hot 100 e foi nomeada ao 56º Grammy Awards na categoria de Melhor Performance Pop Solo. O terceiro single do álbum foi a canção "Treasure" que chegou ao top 5 da Billboard Hot 100 e o quarto e último single foi "Gorilla".
Em 2014, Mars colaborou com Mark Ronson em "Uptown Funk", um single que se apresentou bem em muitas paradas musicais em todo o mundo, incluindo os EUA (por 14 semanas consecutivas), Austrália, Canadá, Nova Zelândia e Reino Unido.
Seu terceiro álbum de estúdio, 24K Magic (2016), recebeu sete Grammy Awards e lançou os singles de sucesso "24K Magic", "That's What I Like", "Versace on the Floor" e "Finesse". 
Mars alcançou oito vezes o número um da Billboard Hot 100 desde o início da sua carreira, em 2010. Ao longo de sua carreira, Mars ganhou 15 Grammy Awards - incluindo três vitórias na categoria Gravação do Ano, mais precisamente com "Uptown Funk", "24K Magic" e "Leave The Door Open" -, 11 American Music Awards, 8 Billboard Music Awards e 11 Soul Train Awards. Mars tem também três recordes registrados no Livro Guinness dos Recordes. Em 2024, a Billboard considerou Mars como a 20.ª maior estrela pop do período 2000-2024, apelidando-o do "criador de êxitos top 40 mais consistente" desse período e dando destaque aos seus 19 singles que entraram no top 10 da Hot 100 - e, entre esses, às suas oito canções número um naquela tabela -, ao fato de o seu álbum Unorthodox Jukebox ter chegado ao topo da Billboard 200, assim como à presença de duas canções suas na lista das Maiores Canções de Sempre da Hot 100 (Greatest Hot 100 Songs of All Time, no original), uma lista de cem postos compilada em novembro de 2021 e na qual "Uptown Funk" ficou classificada no 5.º lugar e "Just The Way You Are no 91.º.
Mars é conhecido por seus desempenhos de palco e showmanship retro. Ele é acompanhado por sua banda, The Hooligans, que interpreta uma variedade de instrumentos como guitarra elétrica, baixo, piano, teclados, bateria e metais, além de servir como cantores e dançarinos de fundo. Mars atua em uma ampla gama de estilos musicais. Bruno tem inspiração em artistas como: Elvis Presley e Michael Jackson.

## Primeiros anos

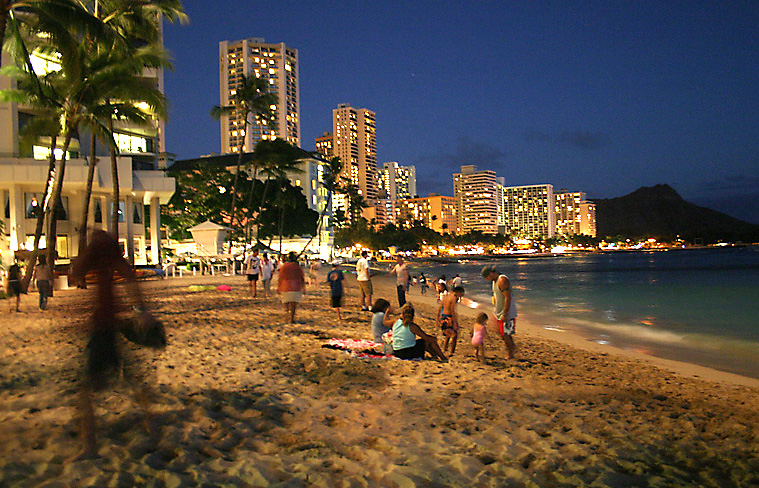
Distrito e praia de Waikiki, onde Bruno nasceu e viveu a maioria dos anos de sua vida.

Peter Gene Hernandez, nasceu em 1985 em Honolulu, no Havaí, seu pai nasceu em Nova Iorque seu nome é, Peter S. Hernandez, filho do porto-riquenho Pedrito Hernandéz e de Mildred (nascida: Dubov, uma judia originária do Brooklin). A mãe de Bruno se chamava Bernadette, e era filipina (nascida em 1957 e falecida em 2013). Mars é um dos seis filhos do casal, sendo o terceiro mais velho, vindo de uma família musical que o expôs a uma mistura diversificada dos gêneros reggae, rock, hip hop e rhythm and blues (R&B). Além de dançarina, sua mãe era cantora, e o seu pai era multi-instrumentista e constantemente usava a sua habilidade musical para interpretar canções de rock'n'roll de Little Richard. O tio materno de Peter era cover de Elvis Presley. Com de três anos de idade, o seu tio o tinha levado a um espectáculo, onde este cantou músicas de Michael Jackson, The Isley Brothers, e The Temptations. Aos quatro anos, Peter começou a se apresentar por cinco dias por semana com a banda da sua família, The Love Notes, na qual ele ficou conhecido na ilha por sua personificação de Miní Elvis Presley.

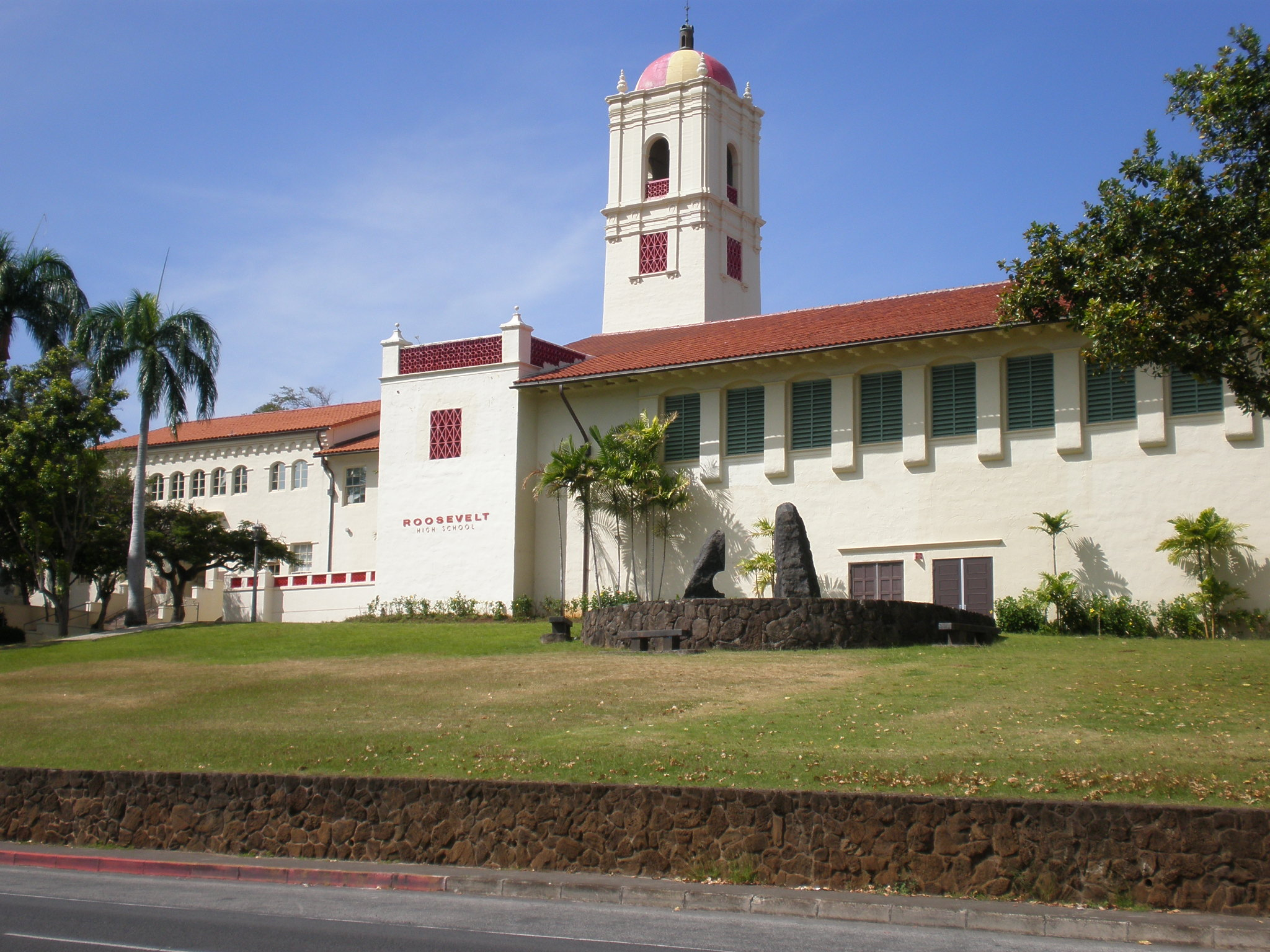
Bruno formou-se na Escola Secundária Presidente Theodore Roosevelt, em Honolulu, Havaí

"Crescer no Havaí fez-me o homem que sou. Eu costumava fazer um monte de shows no Havaí com a banda do meu pai. Todo mundo na minha família canta, todo mundo toca instrumentos. Meu tio é um guitarrista incrível, meu pai é um percussionista incrível, meu irmão é um grande baterista, ele inclusive actua na nossa banda." — Mars falando sobre a influência musical da sua família em 2010.
Em 1990, Mars apareceu na revista MidWeek como "Little Elvis", passando a ter uma participação especial no filme Honeymoon in Vegas de 1992. Mais tarde, ele refletiu sobre a influência que Elvis tinha em sua música: "Eu vejo o melhor. Eu sou um grande fã de Elvis. Eu sou um grande fã do Elvis dos anos 50, quando ele sobe no palco e assusta as pessoas, porque ele era uma força e as meninas enlouqueciam! Você pode dizer a mesma coisa sobre Michael Jackson, Prince ou sobre a banda The Police. São apenas rapazes que sabem que as pessoas estão lá para ver um concerto, assim, eu assisto esses rapazes e adoro estudá-los porque eu sou um fã". Em 2003, pouco depois de se formar na Escola Secundária Presidente Theodore Roosevelt, com a idade de dezessete anos, Peter se mudou para Los Angeles, Califórnia, para prosseguir uma carreira musical.

## Carreira

### 1988 — 2009 Início da carreira eIt's Better If You Don't Understand
Pouco depois de se mudar para Los Angeles, assinou um contrato discográfico com a editora Motown Records em 2004, em um acordo que "não deu em nada". No entanto, a experiência do artista com a Motown provou ser benéfica para a sua carreira, quando ele conheceu o compositor e produtor Philip Lawrence, que também trabalhava na editora. Mars, Lawrence, e o engenheiro musical Ari Levine começaram a escrever músicas juntos, e formaram a equipa de produção The Smeezingtons. Em 2006, Lawrence apresentou Mars ao seu futuro gerente na editora Atlantic Records, Aaron Bay-Schuck. Depois de ouvi-lo tocar duas canções no violão, Bay-Schuck quis contratá-lo imediatamente, mas demorou cerca de três anos para a Atlantic finalmente assinar com Bruno. Enquanto isso, Bay-Schuck contratou o cantor e os The Smeezingtons para escreverem e produzirem canções para artistas da editora. De acordo com Aaron, em uma entrevista com o sítio HitQuarters, Mars tinha afirmado que seu objectivo final era ser um artista a solo, e que estava disposto a escrever e produzir para outros artistas, tanto para ajudar a melhorar as ,suas composições e ajudá-lo a descobrir o tipo de artista que ele finalmente queria ser.
Antes de se tornar num artista a solo bem sucedido, Hernandez foi um reconhecido produtor musical, tendo composto músicas para artistas como Alexandra Burke, Travie McCoy, Adam Levine, Brandy, Sean Kingston, e Flo Rida. Ele também co-escreveu o êxito "Get Sexy" (2009), da banda Sugababes, e ofereceu vocais de apoio no álbum Sweet 7 (2010). Sua primeira aparição musical como cantor foi na faixa "3D" do segundo álbum de estúdio da banda Far East Movement, Animal (2009). Ele também fez uma participação no single de estreia do cantor de hip hop Jaeson Ma, "Love", em agosto de 2009. Bruno alcançou proeminência como um artista solo depois de fazer uma participação e co-escrever as canções "Nothin' on You", do rapper B.o.B, e "Billionaire", de Travie McCoy, tendo ambas as canções alcançado as dez melhores posições de vários países, incluindo os Estados Unidos. A 11 de Maio de 2010, foi lançado o seu primeiro extended play (EP), It's Better If You Don't Understand. O EP atingiu o seu pico na nonagésima nona posição da tabela Billboard 200, e gerou somente um single, "The Other Side", que conta com as participações de Cee Lo Green e B.o.B. Mars colaborou com Green mais uma vez em agosto de 2010, ao co-escrever o single "Fuck You!". Nos MTV Video Music Awards de 2010, Bruno interpretou uma mistura de "Nothin' on You" e "Airplanes" com B.o.B e Hayley Williams.

### 2010 — 2011:Doo-Wops & Hooligans

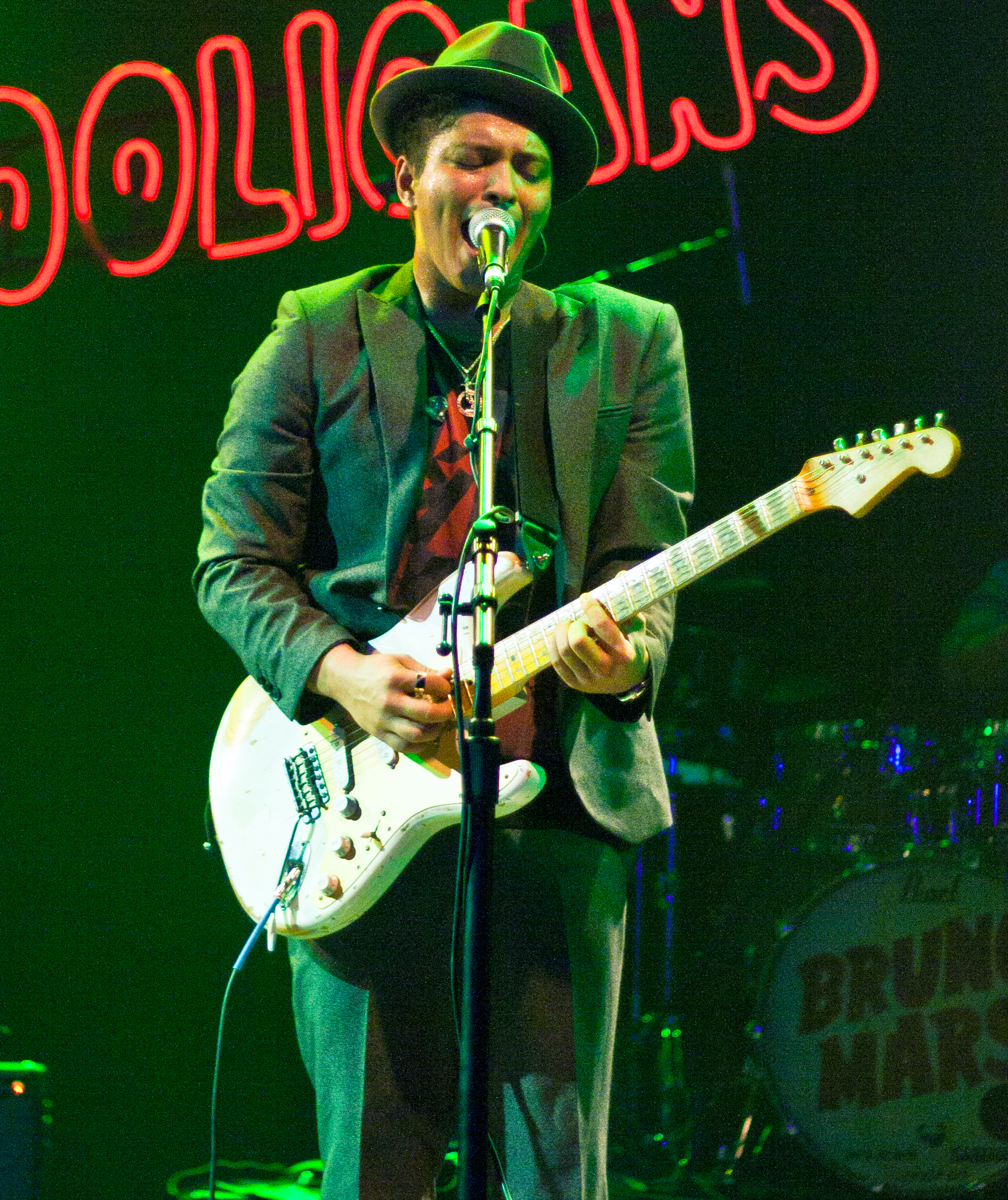
Mars a realizar uma performance em Houston, Texas, em novembro de 2010.

A 4 de outubro de 2010 foi lançado o álbum de estúdio de estreia do artista, Doo-Wops & Hooligans, para o formato digital. Em sua primeira semana de comercialização, estreou no número três da Billboard 200 na semana de 13 de outubro de 2010, vendendo somente 55 mil cópias. Mais tarde, recebeu o certificado de disco de platina pela Recording Industry Association of America (RIAA) pelo embarque de mais de um milhão de exemplares, e foi o terceiro álbum mais vendido do Reino Unido em 2011, tendo comercializado mais de 1 214 420 unidades. O primeiro single do álbum, "Just the Way You Are" — lançado antes do álbum — se posicionou no topo da Billboard Hot 100, bem como em várias outras tabelas musicais. O seu vídeo musical, dirigido por Ethan Lader e lançado a 8 de setembro de 2010, apresenta a actriz peruana-australiana Nathalie Kelley. O segundo single do álbum, "Grenade" (2010), teve também um desempenho gráfico muito bom, tendo alcançado a primeira posição das tabelas de quinze países, incluindo os EUA e a Austrália. Em outubro de 2010, o cantor abriu a digressão Hand All Over Tour, da banda americana Maroon 5, e juntou-se a McCoy em uma digressão europeia que teve seu início a 18 de outubro de 2010.
"Eu e estes rapazes [The Smeezingtons] trancamo-nos num estúdio não muito longe daqui para trabalhar neste álbum [Doo-Wops & Hooligans], especialmente 'Grenade', que é a canção em que trabalhamos mais duro. [...] Esse é o nosso troféu aqui mesmo. De todas as canções de que fomos suficientemente sortudos para fazer parte de neste ano, estamos mais orgulhosos dessa." — Mars a falar em uma entrevista sobre as nomeações ao Grammy Award.
A 19 de setembro de 2010, Bruno Mars foi preso na cidade de Las Vegas, Nevada, por posse de cocaína. Ao falar com um agente da polícia, o intérprete teria afirmado que o que ele fez foi "insensato" e que "nunca usou drogas antes". Bruno considerou-se culpado do crime de posse de drogas, e em troca de sua confissão, foi informado que as acusações seriam apagadas de sua ficha criminal, visto que ele ficou fora de problemas por um ano, e pagou uma multa de USD 2 mil, fez duzentas horas de serviço comunitário, e concluiu um curso de aconselhamento de drogas. A 13 de fevereiro de 2011, o artista venceu o seu primeiro Grammy Award, tendo ganho um prémio na categoria "Melhor Performance Pop Vocal Masculina", e recebeu seis nomeações: "Melhor Canção de Rap" e "Melhor Colaboração Rap/Sung" por "Nothin' on You", "Gramy Award para Record of the Year" por "Nothin' on You" e "Fuck You", "Canção do Ano" por "Fuck You", e "Produtor Não-Clássico do Ano" na sua quinquagésima terceira cerimónia anual.
A 16 de setembro de 2011, o grupo Bad Meets Evil lançou o single "Lighters", que conta com uma participação vocal de Mars. A canção foi recebida com críticas mistas pelos críticos especializados em música contemporânea, e Mars foi muito criticado por fazer esse tipo de música. Em setembro de 2011, foi anunciado na página oficial do cantor que a canção "It Will Rain" iria aparecer na banda sonora do filme The Twilight Saga: Breaking Dawn - Part 1. Em 30 de outubro do mesmo ano, o intérprete fez uma apresentação exclusiva da canção "Runaway Baby" no reality show britânico The X Factor, no mesmo dia que recebeu seis nomeações para o Grammy: "Álbum do Ano" e "Melhor Álbum Pop Vocal" por Doo-Wops & Hooligans, "Gravação do Ano", "Canção do Ano" e "Melhor Performance Solo Pop" por "Grenade", e "Produtor Não-Clássico do Ano" na sua quinquagésima quarta cerimónia anual.
Mars confirmou via Twitter que já começou a trabalhar no seu segundo álbum de estúdio. Ele disse que está interessado em trabalhar com a boy band britânica One Direction. Dia 22 de março de 2012, foi noticiado que o artista assinou um contrato discográfico que lhe permitirá ter distribuição mundial com a BMG Chrysalis EUA. Em junho de 2012, ele disse que o álbum estava "quase pronto" e, como uma brincadeira, que se intitula Prepare to Shit Yourself, com lançamento previsto para 2023. Em outubro de 2012, Mars irá fazer a sua estreia televisiva na série de televisão de animação The Cleveland Show. Ele, juntamente com Kanye West, Questlove, Nicki Minaj, e will.i.am irão interpretar versões ficcionais de si próprios.
| “ | Nós temos duas canções originais com Kanye West e will.i.am e Bruno Mars, eu quero dizer, todos eles, foi fantastico. Cleveland inadvertidamente entra [no seu grupo de rap Illuminati] e depois é [sobre] como ele irá destruí-los ou [sobre] como eles irão o destruir." | ” |
|   | — Richard Appel, o produtor executivo de The Cleveland Show, a falar sobre a participação de Mars.. |   |

### 2012 — 2014:Unorthodox Jukeboxe Super Bowl XLVIII
Em janeiro de 2012, Mars confirmou através de sua conta no twitter que já estava trabalhando no segundo álbum de estúdio de sua carreira, o sucessor de Doo-Wops & Hooligans. Durante uma entrevista em outubro de 2012, Bruno contou a revista Billboard que o álbum seria intitulado Unorthodox Jukebox. Dias depois, a data oficial para o lançamento do projeto também foi anunciada para 11 de dezembro de 2012, pelo selo Atlantic Records.
O álbum teve sua produção iniciada no ano de 2011, quando Mars já havia finalizado a divulgação de seu álbum anterior, Doo-Wops & Hooligans. Segundo o cantor e compositor, o álbum representa um novo nível de liberdade profissional em sua carreira, uma vez que no trabalho realizado nele Mars está "indo ao estúdio e gravando e compondo" tudo o que ele queria. O cantor revelou que no início de sua carreira conheceu o presidente de uma grande gravadora que lhe disse: "Sua música é uma merda, você não sabe quem é, sua música já está por toda parte e nós não sabemos como comercializá-la. Escolha um estilo e volte aqui". Sobre isso, ele afirmou: "Aquilo foi terrível para mim, por que eu não estava tentando ser uma atração circense. Eu ouço vários tipos de música, e quero ter a liberdade e o luxo de poder dizer 'Hoje eu quero gravar um hip-hop, um rhythm and blues ou um soul'".
A produção do disco também possui diferenças em relação a seu trabalho anterior, devido o fato dele ter colaborado com outros produtores musicais com os quais não havia trabalhado antes. Quanto a isso, Mars declarou: "Convidamos alguns chefes de cozinha sem nem mesmo ter uma receita. Nós poderíamos ter transformado isso em um desastre, ou poderíamos ter transformado tudo em algo incrível. O que nós fizemos foi uma coisa cheia de alma, experimental, eletrônica e difícil de explicar. E essa é a explicação para o título do álbum". Unorthodox Jukebox conta com a produção de Mark Ronson, Jeff Bhasker (responsável pela produção de "We Are Young", da banda Fun., e por diversos sucessos interpretados por cantores como Beyoncé e Kanye West), Emile Haynie, Diplo (conhecido por trabalhos com M.I.A., Beyoncé e Supa Dups), do trio The Smeezingtons (do qual Mars faz parte) e muitos outros. Com Diplo, Mars procurou pelos sons que fizessem "a galera na balada enlouquecer", o que fez o DJ afirmar que "em nossa geração, ele é o cara mais talentoso com o qual já trabalhei".
Ao falar sobre o disco em entrevistas, Mars notou que o álbum possui uma maior variedade musical e que nele ele se recusou a "escolher um único estilo musical". Mars também esteve em estúdio com os produtores Benny Blanco e Paul Epworth (sendo o último um dos responsáveis por 21, álbum da cantora Adele que é um dos discos mais vendidos do século XXI). Sobre suas contribuições na produção do álbum, Blanco declarou: "Eu fiz uma música muito legal com ele. Eu e Paul [Epworth] simplesmente ficamos juntos e logo em seguida Bruno escreveu uma música incrível em cima disso. Tudo meio que veio junto". Ao falar sobre a canção, ele afirmou: "Ela se parece com uma espécie de retrocesso de 'Sinnerman', da Nina Simone". Apesar disso, ainda não se sabe se essa música estará presente no álbum.
Mars também trabalhou com a cantora Esperanza Spalding na faixa "Old & Crazy", presente em uma versão exclusiva do álbum. Ele pediu a cada um dos produtores envolvidos no projeto para que "saíssem de sua zona de conforto", ou seja, para que produzissem algo diferente do que já haviam produzido. Ao gravar a canção "When I Was Your Man", ele afirmou que não queria "gravar nenhuma outra balada", mas que "essa é visceral - é a coisa mais honesta e real que eu já cantei... Foi quando as apostas não eram mais seguras, quando senti meu sangue fluindo".
O 1º single do disco divulgado por Mars foi "Locked Out of Heaven", que chegou ao top 5 das mais tocadas e baixadas em vários países, incluindo os Estados Unidos, onde atingiu a 1ª posição da Billboard Hot 100. Logo em seguida, foram liberados os singles promocionais "Young Girls", "Moonshine" e "When I Was Your Man", que foram disponibilizados para download digital pago através da iTunes Store. Dentre estas, "When I Was Your Man" foi escolhida como o segundo single do álbum, sendo lançada oficialmente em 15 de janeiro de 2013.A canção também alcançou a primeira posição na Billboard Hot 100
Mars realizou algumas performances para divulgar o disco, tendo apresentado-se na edição americana do Saturday Night Live, durante a edição de 2012 do Victoria's Secret Fashion Show, entre outros. Unorthodox Jukebox foi liberado para streaming através de sua página oficial em 4 de dezembro de 2012, há uma semana de seu lançamento, tendo previsão de permanência no website até a data de lançamento do disco nos Estados Unidos.
Mars começou sua segunda turnê, a Moonshine Jungle Tour, em 22 de junho de 2013. Começou na América do Norte e continuou pela Europa e Oceania antes de concluir na América do Norte em 18 de outubro de 2014, com oito shows no Cosmopolitan de Las Vegas realizados entre dezembro de 2013 e outubro de 2014. Em 8 de setembro de 2013, a NFL anunciou que Mars seria a atração principal no show do intervalo do Super Bowl XLVIII em 2 de fevereiro de 2014. Durante a performance ele foi acompanhado no palco por Red Hot Chili Peppers como convidados musicais. O show foi produzido por Ricky Kirshner e dirigido por Hamish Hamilton, e atraiu a maior audiência na história do Super Bowl, atraindo 115,3 milhões de espectadores, superando o recorde de maior audiência que pertencia a Madonna
No Grammy Awards de 2014, Mars ganhou o prêmio de Melhor Álbum Pop Vocal para Unorthodox Jukebox e seu single "Locked Out of Heaven" foi nomeado para Gravação do Ano e Canção do Ano, enquanto "When I Was Your Man" ganhou uma nomeação para Melhor Performance Solo de Pop. Além de sua carreira musical, Mars emprestou sua voz para o personagem Roberto no filme Rio 2, que foi lançado nos cinemas em 20 de março de 2014. Ele também contribuiu com a música "Welcome Back" para a trilha sonora do filme. Como seu predecessor, Rio 2 foi um sucesso financeiro e criticado pelos críticos. Em outubro de 2014, Mark Ronson anunciou que lançaria um novo single em 10 de novembro de 2014, intitulado "Uptown Funk", com os vocais de Mars. A canção foi um sucesso comercial alcançando o número um na Austrália, Canadá, Nova Zelândia, Reino Unido e vários outros países. De acordo com a Billboard, Mars foi o décimo segundo músico mais pago de 2013, com ganhos de $18 839 681. Em dezembro de 2013, ele foi nomeado Artista do Ano pela Billboard e ficou em primeiro lugar na lista "30 com menos de 30" da Forbes, um recorde das estrelas mais brilhantes em 15 campos diferentes com menos de 30 anos. Além disso, ele foi décimo terceiro na lista de 2014 das celebridades mais poderosas do mundo com ganhos estimados de $60 milhões.

### 2015 — 2018:Super Bowl 50 e 24K Magic
Depois de terminar a Moonshine Jungle Tour, Mars começou a trabalhar em seu terceiro álbum de estúdio, 24K Magic. Ele escreveu em sua página no Facebook: "Agora é hora de começar a escrever o capítulo 3". O artista não tinha chegado a uma data para o lançamento, afirmando: "Até que seja feito ... Tem que ser tão bom, se não melhor." Em 25 de março de 2015, o cantor e compositor foi entrevistado pela revista that's Shanghai e forneceu alguns detalhes do novo álbum, confirmando Mark Ronson e Jeff Bhasker como produtores. Ele acrescentou: "Eu quero escrever músicas melhores, eu quero fazer shows melhores, quero fazer melhores vídeos musicais, quero que meu próximo álbum seja melhor do que o primeiro e o segundo". No mesmo ano, Mars esteve envolvido na composição de "All I Ask", uma faixa do terceiro álbum de estúdio de Adele, 25.
Em 2 de dezembro de 2015, foi anunciado que o Coldplay seriam os artistas principais no show do intervalo para o Super Bowl 50 em 7 de fevereiro de 2016. Mars e Beyoncé foram os convidados do no show tornando-os os terceiro e quarto artistas a ter aparecido no show do intervalo Super Bowl duas vezes, juntamente com Justin Timberlake e Nelly, e ultrapassado apenas por Gloria Estefan, com três aparições. Nielsen Ratings confirmou que o show foi assistido por 111,9 milhões de telespectadores, tornando-se assim o terceiro show do intervalo mais visto na história após Katy Perry e Mars foram os principais artistas. O Grammy Awards de 2016 viram o single de Mars com Mark Ronson, "Uptown Funk", ganharem o Grammy Award de Best Pop Solo Collaboration e Record of the Year, trazendo seu total de vitórias para quatro. Mars estrelou na segunda temporada de Jane, a Virgem como um convidado musical. Em 10 de maio de 2016, Billboard informou que Mars e seu gerente, Brendon Creed, se dividiram após nove anos trabalhando juntos.
No início de 2016, a Rolling Stone classificou o terceiro álbum de Mars como um dos 20 mais aguardados de 2016. O cantor esteve no estúdio com o engenheiro Charles Moniz, que o chamou de "o próximo movimento de Bruno" e confirmou que o álbum estava perto de ser concluído em fevereiro de 2016. Mars também trabalhou com Skrillex, que afirmou: "o que estamos fazendo é tão diferente, impressionante e próximo nível e soa como nada mais que aconteceu antes". Jamareo Artis dos Hooligans, revelou que ele tem trabalhando no álbum há cerca de um ano, "tentando idéias diferentes e experimentando". Ele acrescentou "vai ter um novo som ... o material é muito groove orientado", previsto para ser lançado este ano. O cantor e compositor Andrew Wyatt também tem trabalhado no álbum. O pai de Mars confirmou que o álbum estava programado para ser lançado em março e sete canções já foram gravadas, mas a aparição de seu filho no show do intervalo do Super Bowl levou à liberação sendo adiada por vários meses. Mars também tocou algumas de suas novas músicas para a artista americana de hip hop Missy Elliot.
"24K Magic" foi lançado como o single principal de 24K Magic em 7 de outubro de 2016. Foi promovido com o seu desempenho no Saturday Night Live e alcançou o número quatro na Billboard Hot 100. Além disso, alcançou o primeiro lugar na Bélgica, França e Nova Zelândia. Mars se apresentou em Las Vegas no MGM's Park Theatre em Monte Carlo nos dias 30 e 31 de dezembro de 2016. 24K Magic foi lançado em 18 de novembro de 2016. Recebeu críticas positivas e estreou em segundo lugar na tabela da Billboard 200.

Em 29 de novembro de 2017, a CBS exibiu o primeiro especial de show da Mars na TV, Bruno Mars: 24K Magic Live at the Apollo. Ele recebeu sete prêmios no American Music Awards 2017, incluindo Artista do Ano, dois por "Isso é o que eu gosto" e outros dois por 24K Magic. Ele também ganhou o Álbum / Mixtape do Ano no Soul Train Music Awards 2017, além de quatro outros prêmios. No Grammy Awards 2018, Mars venceu nas seis categorias para as quais foi indicado: Álbum do Ano e Melhor Álbum de R&B para 24K Magic, Gravação do Ano para a faixa-título e Canção do Ano, Melhor Performance R&B e Melhor R&B Música para "That's What I Like" . 24K Magic também ganhou um Prêmio Grammy de Melhor Álbum de Engenharia, Não Clássico, pelo trabalho dos engenheiros do álbum.

### 2019 —  Presente: Outras colaborações eAn Evening with Silk Sonic
Mars trabalhou no álbum de estúdio do Chic, It's About Time (2018), com a canção esperada para ser apresentada no próximo álbum de estúdio do Chic, de acordo com o músico Nile Rodgers. Em fevereiro de 2019, Cardi B e Mars lançaram um single juntos, "Please Me". Ele alcançou a posição número três na Billboard Hot 100. O single também alcançou o top 20 do Canadá, Nova Zelândia e Reino Unido. Cinco meses depois, o cantor e compositor britânico Ed Sheeran, o cantor e compositor americano Chris Stapleton e Mars colaboraram em "Blow", para o quarto álbum de estúdio do primeiro, No.6 Collaborations Project (2019). Em outubro de 2019, Mars postou uma foto de si mesmo em um estúdio de gravação, possivelmente indicando uma nova canção solo.
Em fevereiro de 2020, foi anunciada uma parceria entre a Mars e a Disney para uma "narrativa teatral com tema musical", na qual o  cantor iria estrelar e produzir o filme. Em março de 2020, um representante do cantor afirmou que o último estava "no processo criativo de trabalhar em seu próximo álbum." Mars tem trabalhado com o engenheiro de gravação Charles Moniz e o músico Babyface. Em abril de 2020, o cantor garantiu a seus fãs que ele escreve música todos os dias para seu próximo álbum enquanto está em quarentena.
Em 26 de fevereiro de 2021, Mars e o rapper americano Anderson Paak anunciaram que gravaram um álbum juntos sob o nome da banda Silk Sonic. O álbum de estreia da banda intitulado An Evening with Silk Sonic tem o músico americano Bootsy Collins como apresentador especial. O primeiro single "Leave The Door Open" foi lançado em 5 de março de 2021. Alcançou o número um na Nova Zelândia.

## Estilo musical

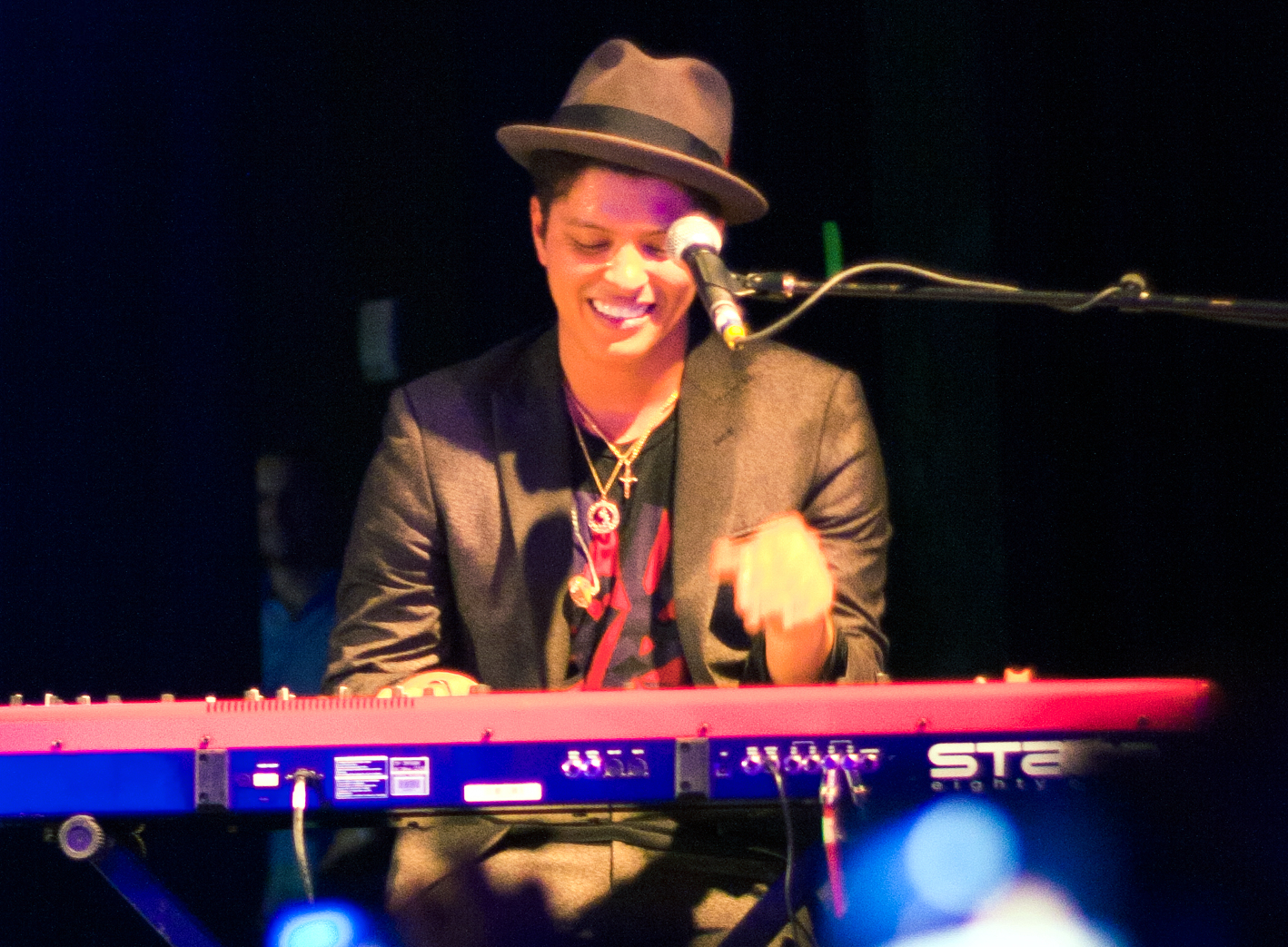
O artista a tocar teclado durante um concerto na cidade de Houston, Texas, a 24 de novembro de 2010.

A música de Mars tem sido notada por dispor uma grande variedade de estilos e influências, incluindo o pop, rock, funk reggae, rhytm and blues, soul, e hip hop. O seu coprodutor, Phillip Lawrence, disse: "O que as pessoas não sabem é que existe um lado fraco de Bruno Mars." O próprio Mars diz: "Eu culpo isso em mim cantando para meninas na secundária". Jon Caramanica, do The New York Times, chamou-o de "um dos mais versáteis e acessíveis cantores na [música] pop, com uma voz leve e influenciada pela [música] soul que é um encaixe simples na variedade de estilos, um dador universal".
Quando criança, Mars passou um tempo imitando Elvis Presley. Essas imitações tivera um grande impacto em sua evolução musical:
| “ | Eu sou um grande fã do Elvis dos anos 50, quando ele subia no palco e assustava as pessoas porque ele era uma força e as meninas ficavam loucas! Você pode dizer o mesmo para Prince ou The Police. São apenas os caras que sabem que as pessoas estão aqui para assistir a um show, então eu assisto esses caras e adoro estudá-los porque sou fã. | ” |

Ele também imitava Michael Jackson, que é uma das principais inspirações dele. Mars foi criado na coleção de gravações de doo-wop de seu pai - "canções simples de quatro acordes que foram direto ao ponto" e em The Ventures, Chuck Berry, Carlos Santana, Frankie Lymon, Little Anthony, Little Richard e Jerry Lee Lewis. As produções de hip-hop de The Neptunes e Timbaland, tocadas no rádio, também o influenciaram.
Mars foi inicialmente influenciado por artistas de R&B como Keith Sweat, Jodeci, e R. Kelly, bem como rock 'n' roll dos anos 50, doo-wop e Motown. Na escola secundária, ele começou a ouvir grupos de rock clássico, tais como The Police, Led Zeppelin, e os The Beatles.  bem como cantores com vozes altas, como Stevie Wonder e Freddie Mercury. Artistas de hip-hop como Jay-Z, The Roots e Cody Chesnutt estavam entre alguns dos favoritos de Mars e influenciaram suas habilidades de composição. Mars também admira a música clássica. Todos estes géneros musicais influenciaram o estilo musical de Mars; ele observou que "não é facil [criar] canções com essa mistura de rock e soul e hip hop, e há apenas um punhado deles." Outros artistas que Mars disse que inspiraram seu trabalho incluem: Janet Jackson, Jimi Hendrix, Amy Winehouse, Sly Stone, Carlos Santana, George Clinton e Usher. O cantor também afirmou que é fã de Alicia Keys, Jessie J, Jack White, The Saturdays e Kings of Leon.
Além disso, o cantor alega que este trabalho com outros artistas influenciou o seu estilo musical, dizendo que "'Nothin' on You' tinha uma vibração de Motown, 'Billionaire' era uma canção dirigida por uma guitarra acústica de reggae, conquanto, uma das minhas favoritas é a canção do Cee-Lo [Green]. Eu não acho que ninguém poderia ter cantado aquela canção. E depois há 'Just the Way You Are'. Se você conhece a minha história, você sabe que eu amo todos os géneros musicais diferentes." Ele cita doo-wop como a influência principal da sua música, referindo-se ao género como "somente canções de amor sinceras - tão encantadoras e simples e românticas". Além disso, o intérprete afirma que crescer no Havai influenciou a sua música, dando às suas canções um som reggae. "No Havai, algumas das maiores estações de rádio são de reggae. As bandas locais são fortemente influenciadas por Bob Marley. Essa música une as pessoas. Não é música urbana ou música pop. São simplesmente canções. Isso é o que a faz cruzar tão bem. A canção vem em primeiro lugar."
Liricamente, muitas das obras musicais de Mars foram descritas como "sem preocupações", "para sentir-se bem" e optimistas, todavia, assuntos mais obscuros são endereçados para faixas como "Grenade", "Liquor Store Blues", e "Talking to the Moon", sendo que todas detalham relacionamentos que falharam e comportamentos auto-destrutivos.

## Discografia
Álbuns de estúdios
- Doo-Wops & Hooligans (2010)
- Unorthodox Jukebox (2012)
- 24K Magic (2016)

Álbuns colaborativos
- An Evening with Silk Sonic (com Anderson Paak, como Silk Sonic) (2021)

## Prémios e nomeações
O repertório de prémios e nomeações de Mars consiste em setenta e oito nomeações e dezesseis prémios ganhos. Em 2011, Mars recebeu onze nomeações aos Billboard Music Awards, cinco pela canção "Just The Way You Are" e seis por sua profissão. Nos Grammy Awards, recebeu um total de vinte nomeações e venceu 11, uma na categoria "Melhor Performance Pop Vocal Masculina" por "Just The Way You Are" em 2010 e outra na categoria "Melhor Album Vocal Pop" com "Unorthodox Jukebox", em 2016 ganhou mais dois prêmios com Uptown Funk nas categorias Gravação do ano e Melhor Performance Pop Dupla/Grupo. No Grammy Awards de 2018, ganhou as seis categorias em que estava indicado, incluindo "Álbum do Ano". Na cerimónia de 2011 dos MTV Video Music Awards Japan, o cantor foi nomeado nas categorias "Melhor Vídeo Masculino" e "Melhor Cantor", tendo vencido apenas a primeira. Em 2010, recebeu duas nomeações aos BET Awards nas categorias "Melhor Colaboração" e "Melhor Vídeo Masculino", mas não venceu nenhuma delas.
No total, o artista venceu um Billboard Music Award, dois Grammy Award, um People's Choice Award, um Soul Train Music Award, dois Teen Choice Awards, e dois MTV Europe Music Awards.
Em 2015, Mars concorreu a 5 categorias no Video Music Award, ganhando apenas na categoria "Melhor Vídeo Masculino" com a parceria do DJ Mark Ronson.
Em 2018, o seu 3º álbum de estúdio, intitulado de 24k magic, se tornou o álbum masculino mais premiado do século XXI, incluindo 6 Grammy's.

## Vida Pessoal
Em 2011 começou a namorar a modelo Jessica Caban. Em 2023 apareceram rumores de término e só em sua turnê Bruno Mars: Live In Brazil (2024) Bruno confirma diversas vezes estar solteiro..  

## Turnês
- The Doo-Wops & Hooligans Tour (2010–12)
- Moonshine Jungle Tour (2013–14)
- 24K Magic World Tour (2017–18)
- Bruno Mars: Live In Brazil (2024)